# Ź (слово латинице)
Ź ź (Ź ź; искошено: Ź ź) је слово латинице, формирано од слова Z са додатком акутног акцента, те се и зове Z са акутним акцентом.
Слово се појављује на пољском, црногорском, доњолужичком, горњолужичком, Емилиано-Ромагноло, Вимисорис и Брахуи, као и на белоруској латиници, украјинској латиници и романизованом паштунском језику.

## Рачунарски кодови
| Знак                      | Ź                                 | Ź                                 | ź                               | ź                               |
| ------------------------- | --------------------------------- | --------------------------------- | ------------------------------- | ------------------------------- |
| Назив у Уникоду           | LATIN CAPITAL LETTER Z WITH ACUTE | LATIN CAPITAL LETTER Z WITH ACUTE | LATIN SMALL LETTER Z WITH ACUTE | LATIN SMALL LETTER Z WITH ACUTE |
| Врста кодирања            | децимална                         | хексадецимална                    | децимална                       | хексадецимална                  |
| Уникод                    | 377                               | U+0179                            | 378                             | U+017A                          |
| UTF-8                     | 197 185                           | C5 B9                             | 197 186                         | C5 BA                           |
| Нумеричка референца знака | &#377;                            | &#x179;                           | &#378;                          | &#x17A;                         |

## Слична слова
- Латинично слово Ć ć

- Латинично слово Ś ś

- Латинично слово Ž ž